# Marcel Bosker
Marcel Bosker (Zofingen, Suiza, 19 de enero de 1997) es un deportista neerlandés que compite en patinaje de velocidad sobre hielo.
Ganó una medalla de bronce en el Campeonato Mundial de Patinaje de Velocidad sobre Hielo de 2018 y cinco medallas en el Campeonato Mundial de Patinaje de Velocidad sobre Hielo en Distancia Individual entre los años 2019 y 2025.
Además, obtuvo una medalla de plata en el Campeonato Europeo de Patinaje de Velocidad sobre Hielo de 2021 y cinco medallas en el Campeonato Europeo de Patinaje de Velocidad sobre Hielo en Distancia Individual entre los años 2018 y 2024.
Participó en los Juegos Olímpicos de Pekín 2022, ocupando el cuarto lugar en la prueba de persecución por equipo.

## Palmarés internacional
| Campeonato Mundial                         | Campeonato Mundial              | Campeonato Mundial | Campeonato Mundial      |
| Año                                        | Lugar                           | Medalla            | Prueba                  |
| ------------------------------------------ | ------------------------------- | ------------------ | ----------------------- |
| 2018                                       | Ámsterdam (Países Bajos)        | Medalla de bronce  | Clasificación general   |
| Campeonato Mundial en Distancia Individual |                                 |                    |                         |
| Año                                        | Lugar                           | Medalla            | Prueba                  |
| 2019                                       | Inzell (Alemania)               | Medalla de oro     | Persecución por equipos |
| 2020                                       | Salt Lake City (Estados Unidos) | Medalla de oro     | Persecución por equipos |
| 2021                                       | Heerenveen (Países Bajos)       | Medalla de oro     | Persecución por equipos |
| 2023                                       | Heerenveen (Países Bajos)       | Medalla de oro     | Persecución por equipos |
| 2025                                       | Hamar (Noruega)                 | Medalla de bronce  | Persecución por equipos |
| Campeonato Europeo                         |                                 |                    |                         |
| Año                                        | Lugar                           | Medalla            | Prueba                  |
| 2021                                       | Heerenveen (Países Bajos)       | Medalla de plata   | Clasificación general   |
| Campeonato Europeo en Distancia Individual |                                 |                    |                         |
| Año                                        | Lugar                           | Medalla            | Prueba                  |
| 2018                                       | Kolomna (Rusia)                 | Medalla de oro     | Persecución por equipos |
| 2018                                       | Kolomna (Rusia)                 | Medalla de bronce  | 5000 m                  |
| 2020                                       | Heerenveen (Países Bajos)       | Medalla de oro     | Persecución por equipos |
| 2022                                       | Heerenveen (Países Bajos)       | Medalla de oro     | Persecución por equipos |
| 2024                                       | Heerenveen (Países Bajos)       | Medalla de bronce  | Persecución por equipos |